# Marcel Hansenne

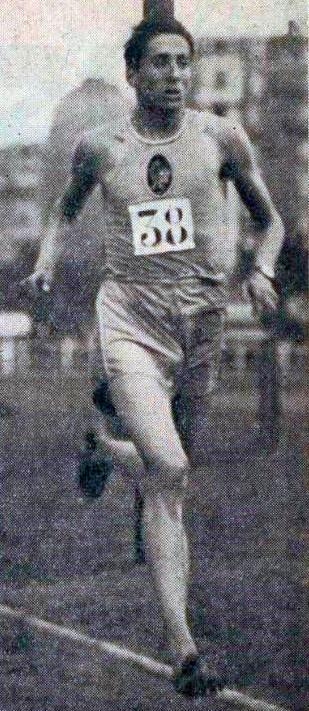
Marcel Hansenne, deux places de deuxième lors de meetings aux États-Unis, au premier trimestre de l'année 1946.

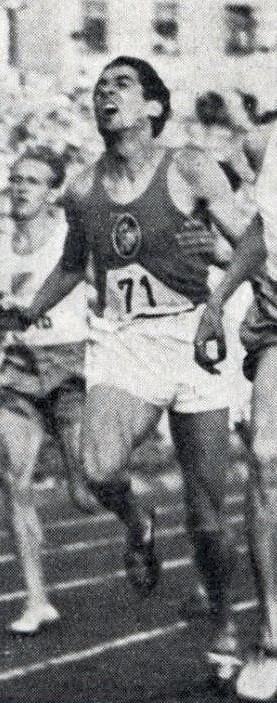
Marcel Hansenne, médaille de bronze aux championnats d'Europe en 1946 sur 800 mètres, à Oslo.

Marcel Fernand Hansenne (né le 24 janvier 1917 à Paris et mort le 22 mars 2002 à Fourqueux) est un athlète français spécialiste du demi-fond, en particulier du 800 mètres.  

## Biographie
Jusqu'à ses 18 ans il pratique le basket-ball à l'Intrépide du Sacré-cœur, un patronage de Tourcoing affilié à la Fédération gymnastique et sportive des patronages de France (FGSPF). Licencié à l'US Tourcoing et au CA Français Paris durant sa période faste de 1946 à 1949, puis au Stade Français à partir de 1950, il a pour entraîneur Gaston Meyer, journaliste à L'Auto et futur rédacteur en chef de L'Équipe. Il est par la suite devenu journaliste au Parisien libéré, à L'Équipe (dont il fut lui aussi rédacteur en chef), et à Sport et Vie.
En 1950, il apporte son soutien à la création, par le nageur Gérard Blitz, de l'association Club Méditerranée, écrivant des articles au sein de L'Équipe.

## Palmarès

### International
- 22 sélection en équipe de France A, de 1939 à 1950.

| Date | Compétition           | Lieu      | Résultat | Performance  |
| ---- | --------------------- | --------- | -------- | ------------ |
| 1946 | Championnats d'Europe | Oslo      | 3e       | 1 min 51 s 2 |
| 1948 | Jeux olympiques       | Londres   | 3e       | 1 min 49 s 8 |
| 1950 | Championnats d'Europe | Bruxelles | 2e       | 1 min 50 s 7 |

- Vainqueur des 800 et 1 500 mètres lors du match Finlande-France de septembre 1947[3].

### National
- Championnats de France en plein air :
  - 800 m : vainqueur en 1939, 1941, 1942, 1943, 1945, 1947 et 1948
  - 1 500 m : vainqueur en 1943, 1945 et 1946.

### Distinctions
- Prix Henri Desgrange de l'Académie des sports en 1962.

## Records personnels
- Recordman du monde du 1 000 m en 1948 à Göteborg, en 2 min 21 s 4, égalant le temps établi en 1946 par le Suédois Rune Gustafsson à Borås.
- Recordman de France du 800 m en 1945, puis en 1948 en 1 min 48 s 3 (2e temps mondial)
- Recordman de France du mile
- Recordman de France au relais 4 × 800 m en 1950 durant 21 ans

En tout, il a établi neuf records de France.
| Épreuve | Performance  | Lieu     | Date |
| ------- | ------------ | -------- | ---- |
| 800 m   | 1 min 48 s 3 |          | 1948 |
| 1 000 m | 2 min 21 s 4 | Göteborg | 1948 |
| 1 500 m | 3 min 47 s 4 |          | 1949 |